# リアガード山
リアガード山（英語、Rearguard Mountain）は、北アメリカ大陸の北西部に存在する、カナディアンロッキーを構成する山の1つである。この山の「リアガード」と言う名称には、近くに存在するロブソン山との位置関係が関わっている。ただし、リアガード山には、別名としてリアタンガ山（Lyatunga Mountain）と言う名称も存在している。

## 概要
リアガード山は、おおよそ北緯53度08分38秒、西経119度07分35秒付近に位置しており、この場所はカナダのブリティッシュコロンビア州の東端部に属している

。
この山の山頂の標高は、約2740mである

。
この山はアルバータ州との州境付近に位置しているものの、山体の全てがブリティッシュコロンビア州に入っている。そして、この山を含め周辺地域は、ブリティッシュコロンビア州によってロブソン山州立公園に指定されている。なお、この山が位置するのは、ロブソン山州立公園の端に当たる

。
ところで、リアガード山はロブソン山の山頂から見て、おおよそ北北東の方向に約4kmの場所に位置している

。
また、リアガード山の2740m程度という標高は、ロブソン山と比べると1000m以上低い。リアガード山は1922年に行われたブリティッシュコロンビア州による、同州とアルバータ州との州境付近の地理調査の際に、ロブソン川を川沿いにロブソン山を左手に見ながら登っていった時に、ロブソン山の背後「rear」に位置する山であったことから「Rearguard Mountain」と命名された

。
ちなみに、リアガードの「guard」は、「番人」「見張る」などといった意味を持つ英語である。したがって、リアガード山を意訳すると「ロブソン山を背後から見張る山」といった意味になる。なお、リアガード山にはリアタンガ山（Lyatunga Mountain）という別名も存在するものの、公式な名称は「リアガード山（Rearguard Mountain）」である

。